# Sicsi-no-hosi kendzsucu-rjú

## Történet
A stílust Mike Péter szenszei (1963–) alakította ki, közel 20 éves harcművészeti tapasztalatára építve.
"1985 – a kezdet. Ekkor, a honvédségi szolgálatom alatt ismertem meg azt az embert, aki végérvényesen megváltoztatván az életemet megismertetett a harcművészettel. Taekwondóval foglalkozott, alapfegyverként a nuncsakut használta, melyet ekkor kezdtem tanulni. Stílusunk mind a mai napig használja második fő fegyverként a kard után. Nem sokkal ezután kezdtem el foglalkozni iaidóval, mígnem sok éves gyakorlás után megnyílt az első dódzsó a Seven Star Praying Mantis fellegvárában, az Őrnagy-utcában. Régi ismeretségünkre való tekintettel kaptunk sifu Tix Richard iskolájában helyet, ahol lehetőségem adódott a japántól eltérő kínai harcművészettel megismerkedni olyannyira, hogy Richard egyik mestertanítványától sifu Váradi Györgytől több évig tanulhattam kínai hosszúbotot."
"Egyszer aztán eljött az az idő is, mikor rá kellett jönnöm, hogy elérkeztem az általam addig tanult iaidó stílus határaihoz, és ez arra kényszerített hogy új utakat keressek. Szakítottam a iaidóval, és elkezdtem tanulni a sinkendót, szenszei Lajos Rolandtól, aki kiváló mester és harcos, és aki közvetlen tanítványa Tosisiro Obata szenszeinek. A sinkendó tagadhatatlanul jelentős segítséget nyújtott mint tradicionális alapokon nyugvó stílus abban, hogy a mi stílusunk elnyerje végleges formáját, függetlenül attól, hogy csak látásmódjában és habitusában hasonlít hozzá, de rendszerében teljesen eltér tőle. (…) Stílusunk tulajdonképpen az összes eddig általam tanult és megismert harcművészeti irányzat szintézise, mely tradicionális alapokon nyugszik, de a legmegfelelőbb megoldásokat használja a maximális hatékonyság érdekében." (Mike Péter, 2004)

## Felépítés
A stílus több fő rendszerből áll, ezek szerves összefüggésben egymással adják a stílus egészét.
1. Happogiri kihon vazák: az alaptechnikák feldolgozása hét formagyakorlatban.
2. Kjúho no batto dzsucu: tesztvágások tatani omotéra kilenc formagyakorlatban, éles vágókarddal.
3. Tacsi ucsi kihonok: alap páros küzdelmi gyakorlatok kezdő szinten hat, haladó szinten tíz bázisgyakorlatból.
4. Szuburik: bázis vágás gyakorlatok mozgásban, alapvágások, szúrások végrehajtása lépéssel, sasszéval, fordulásokkal.
5. Kamaék: kard alaptartások öt illetve nyolc pozícióban (goho no kamae, happo no kamae), két formagyakorlatban.
6. Tacsi ucsik: páros küzdelmi gyakorlatok folyamatosan gyakorolható haladószintű formagyakorlatokban.
7. Kiegészítő gyakorlatok: csiburik (tisztítások), – erőnléti gyakorlatok, – szuburik éles vágókarddal (vágáskombinációk, alapvágásokból felépítve), – esések, gurulások gyakorlatai, – csapatküzdelem, taktikai feladatok megoldása, – egyéni szabadküzdelem, – mentális felmérés (kötelező írások kötött témakörökből), – kontrollgyakorlatok (bokken, éles kard párosban vagy csapatban).
8. Nuncsaku gyakorlatok: nuncsaku-technikák, kombinációk; – nuncsaku-kumite (védőfelszerelés, szivacsos gyakorló nuncsaku) páros vagy csapatküzdelem.
9. Bó bázisgyakorlatok: alapvédések, támadások (egyéni illetve páros gyakorlatok).

A gyakorlatok végrehajtásánál általában bokent vagy bokuto-t használnak, a vágógyakorlatoknál kiváló minőségű, kovácsolt edzett acélpengéjű katanát. A stílus jellegzetessége a robbanékonyság, laza állapotból indított nagyenergiájú technikák, melyeket csípőből illetve egész testből hajtanak végre, a mozgás hajlékony, lágy, de kontrollos és koncentrált, ezért a vágás pillanatában maximális energiájú. Nem fektet túl nagy hangsúlyt a spiritualitásra, de a technikai megoldásoknál mégis próbálja maximálisan kihasználni a belső erő nyújtotta lehetőségeket. Mindent összevetve egy folyamatosan fejlődő, dinamikus rendszert ismerhet meg ebben a kenjutsu stílusban az érdeklődő.